# Virginia, Illinois
Virginia là một thành phố thuộc quận Cass, tiểu bang Illinois, Hoa Kỳ. Năm 2010, dân số của thành phố này là 1611 người.

## Dân số
Dân số qua các năm:
- Năm 2000: 1728 người.
- Năm 2010: 1611 người.